# Fairground Attraction
Fairground Attraction är en brittisk musikgrupp som bildades 1987 och upplöstes 1990. Gruppen återförenades 2024.
Gruppen består ursprungligen av Eddi Reader, Mark Nevin, Simon Edwards och Roy Dodds och en av deras mest kända låtar är Perfect från 1988. Musikgruppens genrer är folkrock och mjukrock.